# Krahm
Krahm ist ein Ortsteil von Nümbrecht im Oberbergischen Kreis im südlichen Nordrhein-Westfalen innerhalb des Regierungsbezirks Köln.

## Lage und Beschreibung
Der Ort liegt in Luftlinie rund 5,1 km nordwestlich von Nümbrecht.

## Geschichte

### Erstnennung
1448 wurde der Ort das erste Mal urkundlich als Kraem erwähnt und zwar in einer „Rechnung des Rentmeisters Joh. van Flamersfelt“.

## Busverbindungen
Haltestelle des Bürgerbuses der Gemeinde Nümbrecht.
- Überdorf-Oberstaffelbach–Marienberghausen
- Hochstraßen-Guxmühlen-Nümbrecht/Busbahnhof.